# Косякова
Косякова — деревня в Свердловской области, входящая в Муниципальное образование Алапаевское, Россия. Подчиняется Арамашевскому сельсовету.

## География
Деревня Косяковка расположена в лесистой местности на левом берегу реки Реж, к северу от устья речки Шайтанки. Деревня находится к северо-востоку от Екатеринбурга, к юго-востоку от Нижнего Тагила, в 26 километрах на юг от центра округа города Алапаевска (по шоссе 31 км) и в 200 м к северу от села Арамашево, от которого деревню отделяет река Шайтанка. Выше по течению она образует небольшой пруд. Рядом с селом и деревней (в 1 км на запад) находится развилка шоссе Алапаевск — Реж — Екатеринбург и Алапаевск — Артёмовский. В 3 км на юго-восток, через реку Реж находится железнодорожная станция Самоцвет. 
В окрестностях по берегам реки Реж есть множество покрытых лесом причудливых скал-памятников природы.

## Население
| 2002 | 2010 |
| ---- | ---- |
| 153  | ↘95  |

## Инфраструктура
Закрыт фельдшерский пункт. Закрыт магазин. Всё находится в соседней деревне Арамашево.